# Murkrona

En murkrona, i den form den brukar ha i Sverige

I vissa länder har man olika murkronor för att markera olika former av administrativa indelningar, här exempelvis olika katalanska murkronor.

Den murkrona som används ovanpå vapnen för Berlins stadsdelsområden är röd och belagd med Berlins vapen.

En murkrona (lat. corona muralis) är en heraldisk rangkrona, som står för en kommuns rang av stad. Den består av en murad ring med hängtorn och placeras normalt ovanpå stadens vapensköld.

## Historik
Ursprunget är en utmärkelse i form av en sådan krona, som tilldelades den romerske soldat som först tog sig över muren runt en befäst stad.

## Den heraldiska murkronan
Murkronor började användas av vissa städer i början av 1700-talet och bruket fick spridning genom att kronan påbjöds som rangkrona för städer i det heraldiska system som utvecklades under kejsar Napoleon I. I många länder har murkronorna haft olika färger och olika utseende beroende på stadens betydelse, men i Sverige har murkronan i princip alltid sett ut som den här avbildade varianten.

### Sverige
I Sverige var det vanligt att städer krönte sina vapen med en sådan, medan i Finland åtminstone Björneborg, Raseborg (fram till årsskiftet 2008/09 användes murkrona av Ekenäs, som då lades samman till Raseborg) och Villmanstrand använder murkrona. I många länder i Europa, där det juridiska stadsbegreppet lever kvar, används fortfarande murkronor på städernas vapen.
Murkronan ingår i Sverige inte i de kommunvapen, som är registrerade hos Patent- och registreringsverket och användningen är oreglerad. Den används dock fortfarande av vissa kommuner, företrädesvis sådana som har namn efter en stad enligt ordningen före 1971 års kommunreform.

## Andra användningområden
En murkrona används ofta som en motsats till kungliga kronor. Murkronan förekommer av denna anledning i Förbundsrepubliken Österrikes statsvapen och en murkrona finns också i Republiken Maltas statsvapen. Den spanska republiken på 1930-talet krönte också sitt statsvapen med en sådan. Den ingår efter republikens införande ofta i italiensk militär heraldik och var även på förslag som huvudelement i det italienska statsvapnet efter andra världskriget. 
Det förekommer också att organisationer, som Svenska Kommunalarbetarförbundet (SKAF), Allmänna Idrottsklubben (AIK) eller HSB, använder murkrona på sina emblem.